# Чистяков, Максим Андреевич

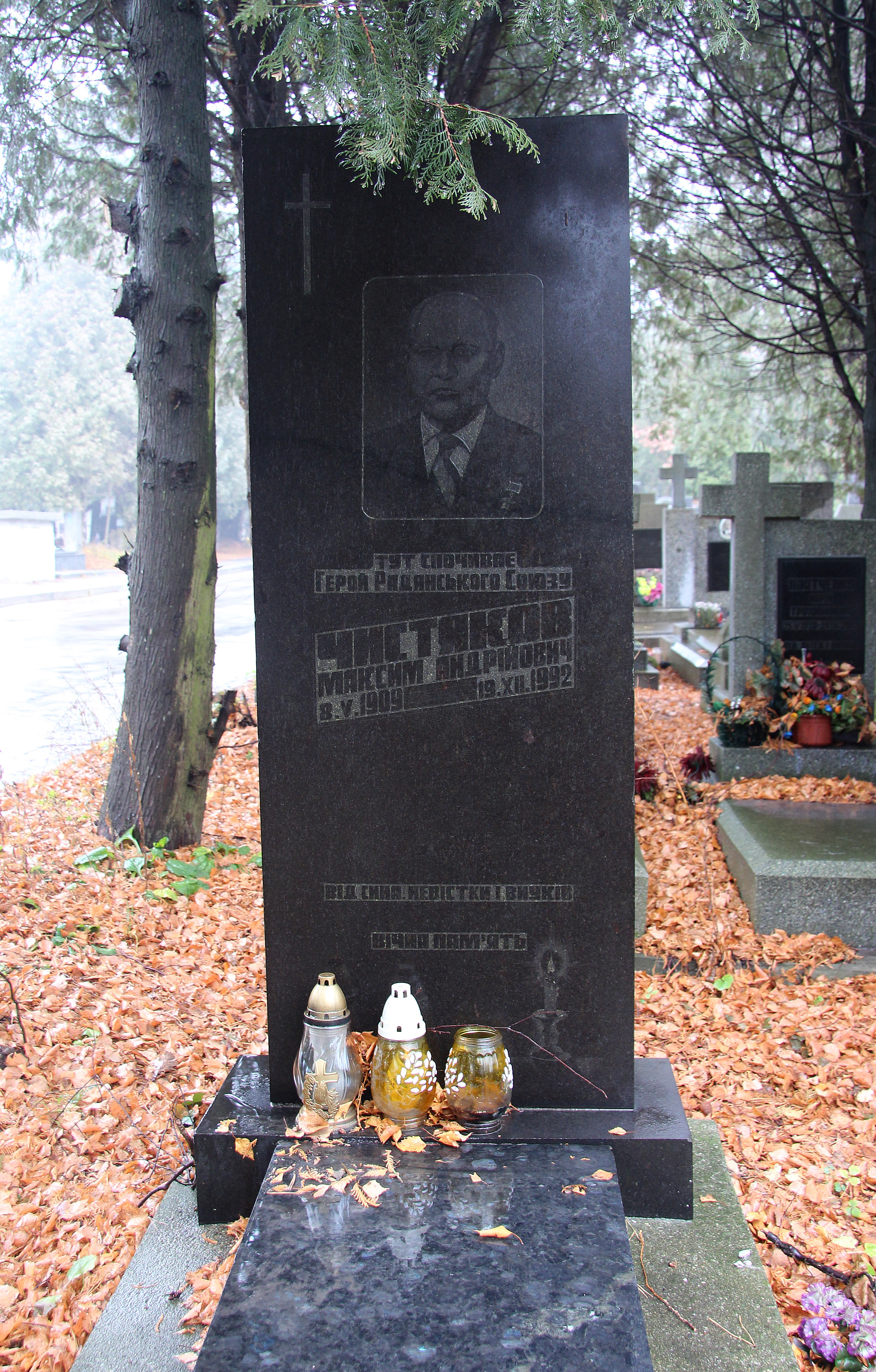
Надгробный памятник на Голосковском кладбище города Львова, Украина

Макси́м Андре́евич Чистяко́в (25 апреля [8 мая] 1909, Чусовая, Пермская губерния — 19 декабря 1992, Львов) — участник Великой Отечественной войны, Герой Советского Союза (1943), гвардии сержант. После войны работал столяром на Львовском производственном объединении имени 50-летия Великой Октябрьской Социалистической революции.

## Биография
Максим Чистяков родился 25 апреля (8 мая) 1909 года  в семье крестьянина-бедняка в деревне Чусовой Песковской волости Шадринского уезда Пермской губернии, ныне деревня входит в Катайский муниципальный округ Курганской области. 
Учился в Песковской начальной школе. Окончил 6 классов, работал в хозяйстве родителей.
С 1925 года жил в Свердловске, работал столяром на Свердловской кроватно-мебельной фабрике. С 1934 года работал на Туринском участке Свердловской железной дороги.
В Рабоче-крестьянской Красной Армии с 16 октября 1941 года. Призван Туринским РВК. На фронте в Великую Отечественную войну с августа 1942 года. Сражался с вражескими захватчиками на Сталинградском, Донском, Центральном фронтах. Был четыре раза ранен.
Командир орудия 167-го гвардейского лёгкого артиллерийского полка, кандидат в члены ВКП(б) гвардии сержант Максим Чистяков особо отличился в боях 3 октября 1943 года при форсировании реки Днепр у села Староглыбов Козелецкого района Черниговской области Украины.
Переправив на лодках вверенное ему орудие с расчётом, гвардии сержант Чистяков прямой наводкой уничтожал вражеские огневые точки. Умелыми действиями командир орудия М. А. Чистяков с бойцами расчёта способствовал овладению узлом сопротивления неприятеля — селом Губино Чернобыльского района Киевской области Украины.
Указом Президиума Верховного Совета СССР от 17 октября 1943 года за образцовое выполнение боевых заданий командования и проявленные при этом мужество и героизм, командиру орудия 167-го гвардейского лёгкого артиллерийского полка 3-й гвардейской лёгкой артиллерийской Бахмачской бригады 1-й гвардейской артиллерийской Глуховской Краснознамённой дивизии Резерва Главного Командования 60-й армии Центрального фронта гвардии сержанту Чистякову Максиму Андреевичу присвоено звание Героя Советского Союза с вручением ордена Ленина и медали «Золотая Звезда».
С 1944 года член ВКП(б), в 1952 году партия переименована в КПСС.
Участвовал в боях за Шепетовку, уничтожении Тернопольской группировки немцев, освобождение Львова, и многих других городов Украины, Польши, Чехословакии, Германии, Австрии.  Был еще несколько раз серьезно ранен, после выздоровления продолжал громить ненавистного врага. Только 45 километров не дошел он до Берлина. По приказу командования их полк повернули на Вену —— столицу Австрии. 
В октябре 1945 года старший сержант М. А. Чистяков демобилизован. Жил в городе Львов, который он освобождал, в котором лечился в госпитале. Работал столяром на Львовском производственном объединении имени 50-летия Великой Октябрьской Социалистической революции.
Максим Андреевич Чистяков умер 19 декабря 1992 года. Похоронен на Голосковском кладбище города Львова Львовской области Украины.

## Награды и звания
- Звание Герой Советского Союза (Указ Президиума Верховного Совета СССР от 17 октября 1943 года)[4]:
  - Орден Ленина № 13646,
  - Медаль «Золотая Звезда» № 1905;
- Орден Отечественной войны I степени (Указ Президиума Верховного Совета СССР от 11 марта 1985 года), 6 апреля 1985 года[5];
- Орден Отечественной войны II степени (приказ начальника артиллерии 60-й армии № 03/н от 5 января 1944 года)[6];
- Орден Красной Звезды (приказ командира 3-й гвардейской лёгкой артиллерийской бригады № 16/н 3 августа 1943 года)[7];
- Орден Красной Звезды (приказ командира 1-й гвардейской артиллерийской дивизии прорыва Резерва Главного Командования № 20/н от 26 мая 1945 года)[8];
- медали, в том числе:
  - Юбилейная медаль «За доблестный труд (За воинскую доблесть). В ознаменование 100-летия со дня рождения Владимира Ильича Ленина» (Указ Президиума Верховного Совета СССР от 5 ноября 1969 года);
  - Медаль «За оборону Сталинграда» (Указ Президиума Верховного Совета СССР от 22 декабря 1942 года);
  - Медаль «За победу над Германией в Великой Отечественной войне 1941—1945 гг.» (Указ Президиума Верховного Совета СССР от 9 мая 1945 года);
  - Юбилейная медаль «Двадцать лет Победы в Великой Отечественной войне 1941—1945 гг.»;
  - Юбилейная медаль «Тридцать лет Победы в Великой Отечественной войне 1941—1945 гг.»;
  - Юбилейная медаль «Сорок лет Победы в Великой Отечественной войне 1941—1945 гг.».
  - Медаль «За освобождение Праги»

## Память

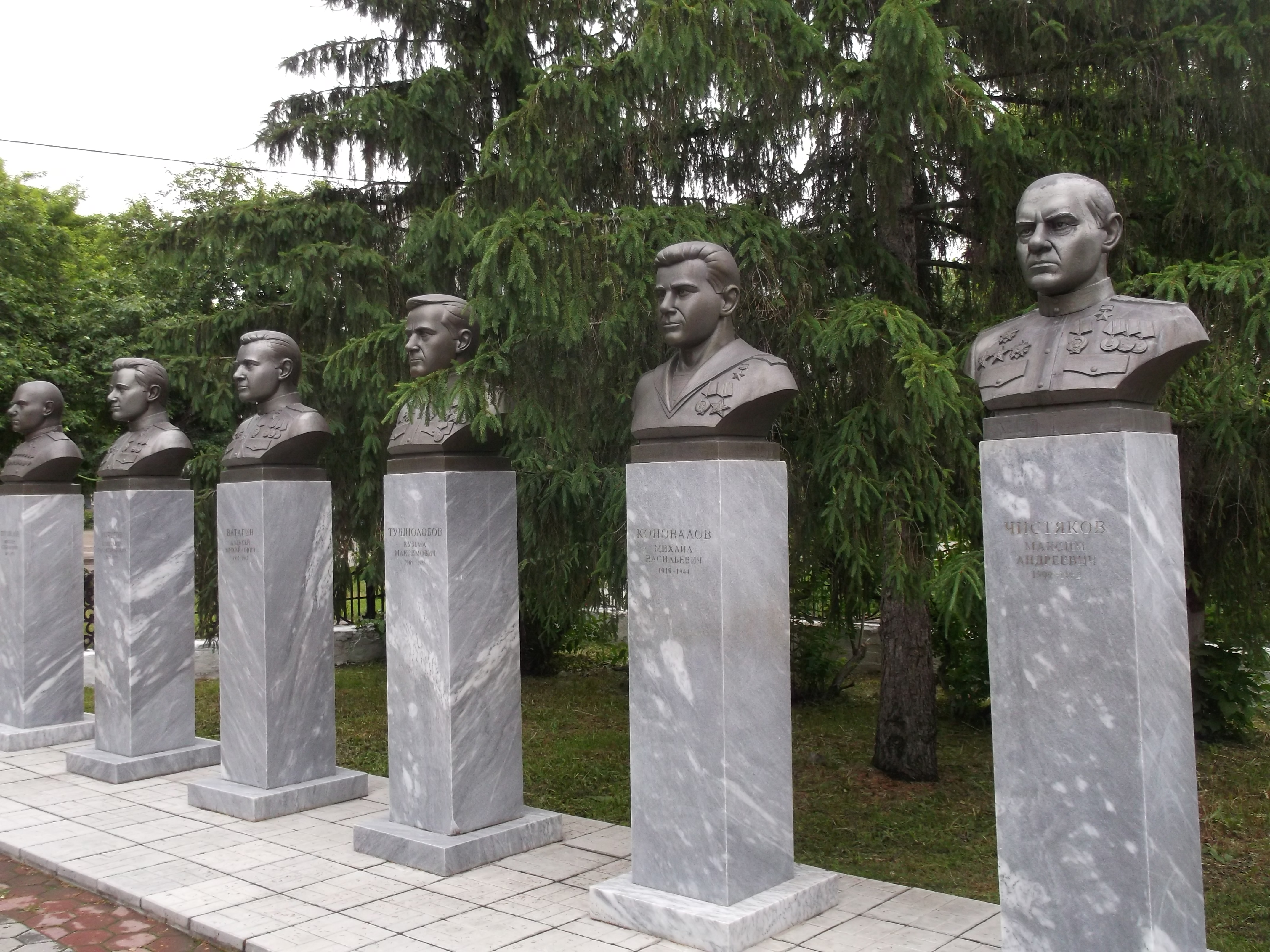
Мемориал «Аллея Славы», город Катайск. М.С. Шумилов, А.Г. Анчугов, А.М. Ватагин, К.М. Тушнолобов, М.В. Коновалов, М.А. Чистяков.

- Весной 2011 года, накануне Дня Победы, в городе Катайске на территории мемориального комплекса, возведенного в память земляков-участников гражданской и Великой Отечественной войн, установлен бюст Героя Советского Союза М.А. Чистякова.
- В городе Туринске Свердловской области у здания поста электрической централизации станции Туринск-Уральский 17 сентября 2020 года установлена мемориальная доска в память о железнодорожнике, участнике Великой Отечественной войны, Герое Советского Союза Максиме Андреевиче Чистякове[9].

## Семья
Жена Мила, сын и дочь.